# Лофт

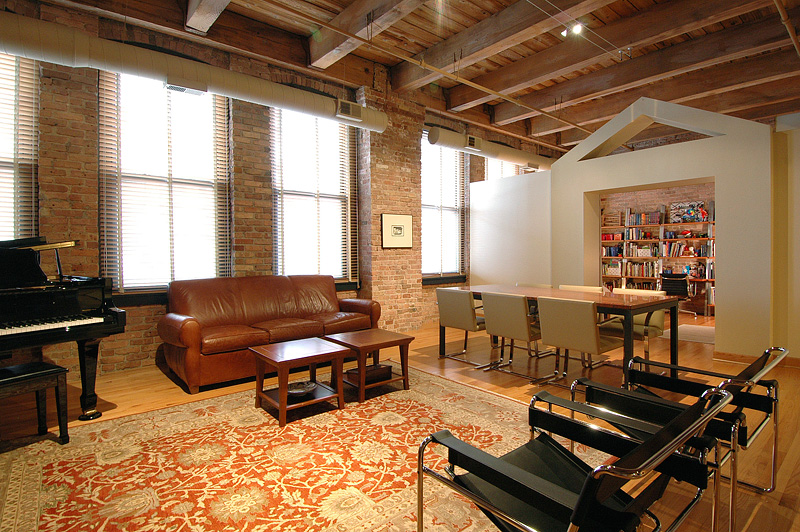
Интерьер жилья в бывшем фабричном здании

Лофт (от англ. loft — «чердак») — хозяйственный чердак или верхняя часть здания промышленного назначения (фабрики, завода, склада), включая бывшие чердаки и технические этажи, переоборудованные под жильё, мастерские, офисные помещения или центры совместной работы; а также эклектичный стиль интерьера.

## История
Заброшенные промышленные здания впервые стали использовать под жилье и под рабочее пространство в Нью-Йорке, когда  цены на землю в центре города резко возросли и промышленные предприятия стали выводить на окраины, а бывшие заводские корпуса стали продавать за бесценок. Их начали занимать молодые небогатые представители творческих профессий. Изначально они позиционировались как квартиры для бедных, но неожиданный интерес они вызвали у представителей нью-йоркской богемы, обнаружившей в них особый шик. Модные художники стали открывать в лофтах свои галереи и студии, а затем их место заняли успешные адвокаты и финансисты.
В 1960-е годы лофты (жилье в зданиях бывших фабрик, заводов, судоверфей) стали популярными и в Европе. 

### Стиль
В начале XXI века лофт выкристаллизовался в особый стиль интерьера, характеризующийся высокими потолками, необработанными кирпичными стенами, открытыми коммуникациями в сочетании с мебелью разных стилей и эпох, в том числе промышленной, адаптированной для гражданского использования, также может представлять из себя достаточно сложный арт-объект (например, диван из капота автомобиля); современной живописью на стенах, а также используемых вместо картин старых технических, рекламных и агитационных плакатов, учебных и профессиональных пособий, почтовых и декоративных открыток, книжных иллюстраций, эксцентричных исторических (и не только) фотографий и т. п.; и современной цифровой техникой. Стиль «лофт» требует больших пространств и хорошего освещения. Необходимость зонирования помещения осуществляется при помощи стеклянных перегородок. Цветовые решения промышленных тонов: белый, серый, черный и коричневый. Однако отдельные элементы могут иметь яркий контрастирующий оттенок, например, дверные полотна. Их, как правило, изготавливают из натурального массива дерева и покрывают яркими эмалями с использованием патины для создания декоративного эффекта состаривания. При отделке потолков часто используются тяжелые балки, к которым крепятся многочисленные светильники. В отделке полов используется ламинат, дерево, керамогранит и бетон.
Апартаменты, «стилизованные» под «лофт», иногда называют нео-лофт.
В стиле лофт выделяют ряд направлений:
- Богемный
- Гламурный
- Промышленный